# Handball-Europameisterschaft der Männer 2032
Die 20. Handball-Europameisterschaft der Männer soll vom 15. Januar bis 1. Februar 2032 in Deutschland und Frankreich ausgetragen werden. Veranstalter ist die Europäische Handballföderation (EHF).

## Ausrichter
Die Ausrichtung des Turniers wurde von der Europäischen Handballföderation (EHF) im August 2023 ausgeschrieben. Bewerbungen als Gastgeber sollten bis zum 1. Juni 2024 eingereicht werden. Die EHF führte zwischen Juli und September 2024 einen Bewertungsprozess durch. Bis Anfang November 2023 meldeten die Verbände aus Österreich, Kroatien, Estland, Frankreich, Deutschland, Slowenien, der Schweiz und der Türkei ihr grundsätzliches Interesse an der Austragung an. Im Juni 2024 gab die EHF bekannt, dass ihr ein Angebot zur gemeinsamen Austragung der Europameisterschaft von den Verbänden Deutschlands und Frankreichs sowie ein Angebot des kroatischen Verbands und eines des türkischen Verbandes vorliegen. Im September 2024 sollte die Entscheidung über die Vergabe getroffen werden. Im Dezember 2024 gab die EHF bekannt, dass die Europameisterschaft in Deutschland und Frankreich stattfinden wird.

## Austragungsorte
Als Austragungsorte gab die EHF im Dezember 2024 zwei Hallen in Frankreich und vier Hallen in Deutschland bekannt.
Vorrunde und Hauptrunden sollen in Deutschland und Frankreich ausgetragen werden, die Finalspiele in Deutschland.

## Teilnehmer

### Verbände
Seit der Europameisterschaft 2020 beträgt die Teilnehmerzahl 24 Nationalmannschaften.
Qualifiziert sind:
- die zwei Co-Gastgeber (Deutschland und Frankreich),
- der Sieger der Europameisterschaft 2030 sowie
- in Qualifikationsspielen ermittelte Teams.